# Kailen Sheridan

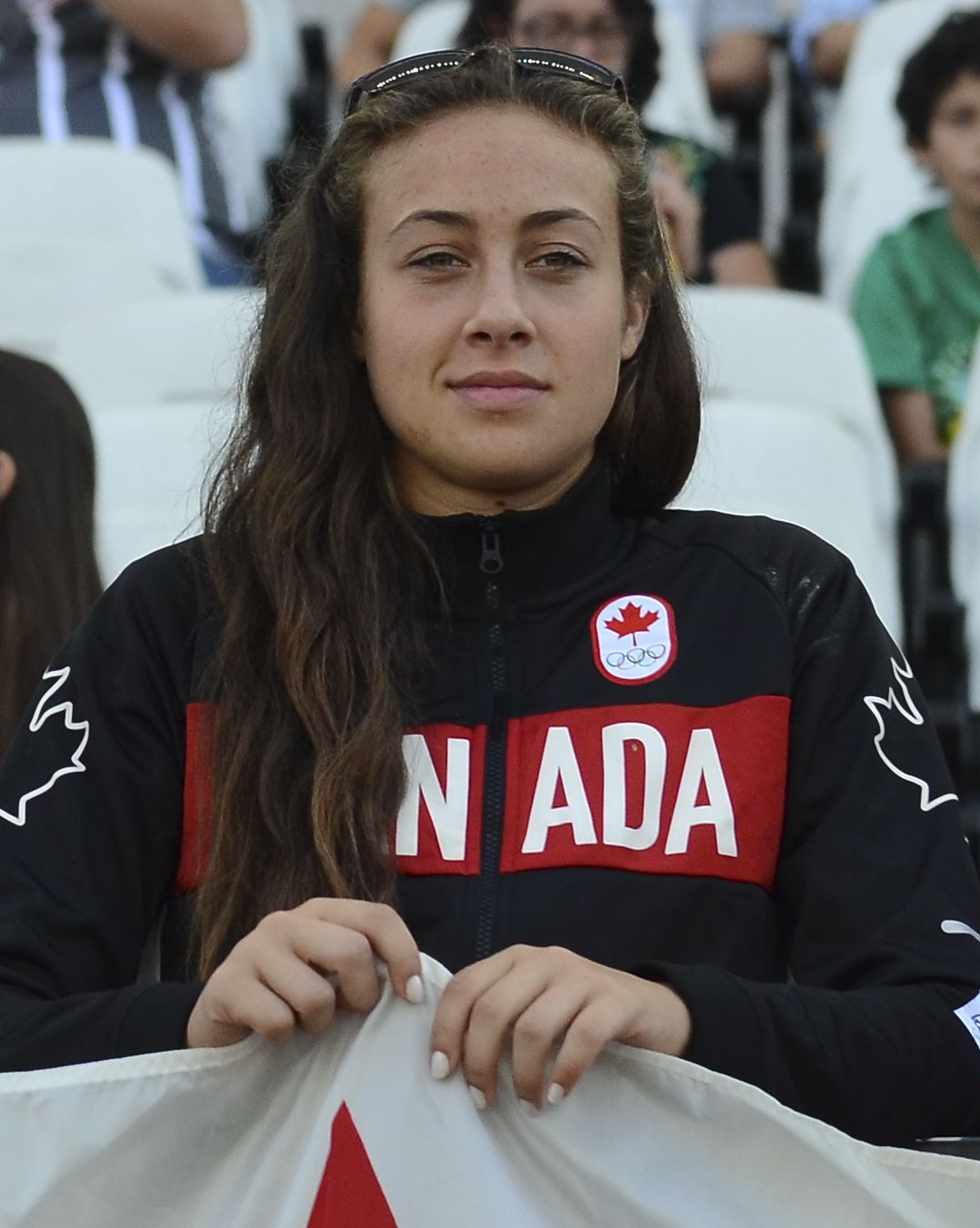
Kailen Sheridan

Kailen Sheridan, född 16 juli 1995 i Pickering i Ontario, är en kanadensisk fotbollsspelare.
Hon blev olympisk guldmedaljör i fotboll vid sommarspelen 2020 i Tokyo.